# علي حسن الحلبي
عَلِيُّ بْنُ حَسَنِ بْنِ عَلِيِّ بْنِ عَبْدِ الْحَمِيدِ الْحَلَبِيُّ السَّلَفِيُّ الْأَثْرِيُّ (18 ديسمبر 1960 – 15 نوفمبر 2020)، الفلسطينيُّ اليافيُّ (نسبة إلى مدينة يافا الفلسطينية) أصلًا ومنبتًا، الحلبيُّ نسبةً، الأردنيُّ مهاجرًا، صاحب التَّصانيف العديدة.

## النشأة

### مولده وطلبه للعلم وشيوخه
وُلد الشَّيخ في مدينة الزرقاء في المملكة الأردنية الهاشمية يوم الأحد بتاريخ 29 جمادى الثاني من عام 1380 هـ الموافق 18 ديسمبر 1960 م، هاجر والده وجده إلى الأردن من يافا في فلسطين سنة 1368 هـ الموافق عام 1948 م من آثار حرب اليهود. ابتدأ طلب العلم الشرعي قبل أكثر من ثلاثين عاماً فكان أبرز شيوخه العلامة الشيخ المحدث محمد ناصر الدين الألباني ثم الشيخ اللغوي المقرئ عبد الودود الزراري وغيرهم من أهل العلم. التقى بالشيخ محمد ناصر الدين الألباني في أواخر عام 1977 م في عمان. ودرس على الشيخ الألباني إشكالات الباعث الحثيث عام 1981 م وغيرها من كتب المصطلح. له إجازات علمية عامة وحديثية خاصة من عدد من أهل العلم منهم العلامة الشيخ بديع الدين السندي والعلامة الشيخ محمد السالك الشنقيطي وغيرهم.

### ثناء العلماء عليه
أثنى عليه جمعٌ من أهل العلم منهم الشيخ العلامة المحدث الفقيه محمد ناصر الدين الألباني  أثناء بيان إفك هدام السنة حسان عبد المنان فقال: «وبسط القول في بيان عوار كلامه في تضعيفه إياها كلها يحتاج إلى تأليف كتاب خاص، وذلك مما لا يتسع له وقتي فعسى أن يقوم بذلك بعض إخواننا الأقوياء في هذا العلم كالأخ علي الحلبي . . .»
وأثنى عليه أيضًا الشيخ ابن باز وقرظ له كتابه «إنها سلفية العقيدة والمنهج». وأيضًا الشيخ بكر أبو زيد. وكذلك الشيخ مقبل بن هادي الوادعي عندما سئل الوادعي من هم العلماء الذين تنصحون بالرجوع إليهم وقراءة كتبهم وسماع أشرطتهم فأجاب:«قد تكلمنا على هذا غير مرة ولكننا نعيد مرة أخرى فمنهم الشيخ ناصر الدين الألباني وطلبته الأفاضل مثل الأخ علي بن حسن بن عبد الحميد والأخ مشهور بن حسن . . وبعد هذا رأيت رسالة قيمة بعنوان فقه الواقع بين النظرية والتطبيق لأخينا في الله علي بن حسن بن عبد الحميد ننصح باقتنائها وقراءتها فجزاه الله خيرًا.» وقد ذكر الوادعي هذه الرسالة في كتابه «غارة الأشرطة على أهل الجهل والسفسطة» فقال واصفًا لها «ما علمت لها نظيرًا.».
وأيضًا الشيخ عبد المحسن العباد حيث قال: «وأوصي أيضًا أن يستفيد طلاب العلم في كل بلد من المشتغلين بالعلم من أهل السنة في ذلك البلد مثل تلاميذ الشيخ الألباني في الأردن الذين أسسوا بعده مركزًا باسمه ...»

## جهوده الدعوية
يعد الشيخ علي الحلبي من مؤسسي مجلة الأصالة - الصادرة في الأردن - ومحرريها وكتابها. ومن مؤسسي مركز الإمام الألباني للأبحاث العلمية والدراسات المنهجية. كما كان له مقال أسبوعي في جريدة المسلمون - الصادرة في لندن - ضمن زاوية السنة. كما شارك في عدد من المؤتمرات الإسلامية واللقاءات الدعوية والدورات العلمية في عدد من دول العالم مرات متعددة مثل الولايات المتحدة، وبريطانيا، وهولندا، والمجر، وكندا، وإندونيسيا، وفرنسا. ودعي إلى عدد من الجامعات الأردنية لإلقاء المحاضرات والندوات مثل الجامعة الأردنية وجامعة اليرموك وجامعة الزيتونة.

## مؤلفاته وتحقيقاته
مؤلفاته وتحقيقاته تزيد على المئة والخمسين ما بين رسالة وكتاب ومجلد ومجلدات من أهمها تأليفًا:
- علم أصول البدع.
- دراسات علمية في صحيح مسلم.
- رؤية واقعية في المناهج الدعوية.
- النكت على نزهة النظر.
- أحكام الشتاء في السنة المطهرة.
- أحكام العيدين في السنة المطهرة.
- التعليقات الأثرية على المنظومة البيقونية.
- الدعوة إلى الله بين التجمع الحزبي والتعاون الشرعي.

وفي مجال التحقيق فكتبه متنوعة مثل:
- مفتاح دار السعادة لابن القيم، في ثلاث مجلدات.
- التعليقات الرضية على الروضة الندية للألباني، في ثلاث مجلدات.
- الباعث الحثيث لابن كثير، في مجلدين.
- الحطة في ذكر الصحاح الستة لصديق حسن خان، في مجلد.
- الداء والدواء لابن القيم، في مجلد.
- المتواري على أبواب البخاري لابن المنير، في مجلد وغيرها. وقد ترجم عدد من هذه الكتب إلى عدة لغات؛ منها: الإنكليزية، والفرنسية، والأردية، والإندونيسية، والأذرية، وغيرها.[7]

## فتاوى مثيرة للجدل
نُشر عنه في أواخر عام 2015 م فتوى أثارت جدلًا واسعًا في الأوساط الإسلامية والعربية وحتى الأوساط العالمية الحرة، مفادها عدم جواز الاعتداء على الصهاينة جنودًا ومواطنين تزامنًا مع الهبّة الفلسطينية، حيث إن فتوى كهذه لم تمر مرور الكرام فدفعت الناس إلى التساؤل عن دوافع الشيخ للاصطفاف إلى جانب الصهاينة المحتلين من خلال فتوى كهذه. إلا أنه أوضح المقصود من الفتوى مع بيان تاريخها الحقيقي وظرفها الخاص، وذلك من خلال بعض اللقاءات عبر الفضائيات ومن خلال كتاب أصدره بهذا الخصوص بعنوان «دلائل الحق اليقيني في وجوب نصرة الشعب الفلسطيني».

## وفاته
توفي يوم الأحد 29 ربيع الأول 1442 هـ الموافق 15 نوفمبر 2020 م نتيجة إصابته بمرض فيروس كورونا.